# Bric Puschera
Il Bric Puschera (845 m) è il punto più elevato della provincia di Asti e della Langa astigiana.

## Descrizione
Il Bric Puschera si trova nel comune di Serole vicino al confine con la Liguria. Anticamente era chiamato Ursaiola. Nelle belle giornate la vista arriva fino alle Alpi, all'Appennino Ligure e alla Riviera ligure.